# Organiste de Porto Rico
Chlorophonia sclateri
Espèce
Statut de conservation UICN

LC : Préoccupation mineure
L' Organiste de Porto RIco (Chlorophonia sclateri) est une espèce d'oiseau de la famille des fringillidés, endémique de l'île de Porto Rico dans les Caraïbes. 
Il était autrefois considéré comme une sous-espèce de l'Organiste louis d'or,.
Son nom latin fait référence à Philip Sclater, zoologiste britannique, qui est le premier à avoir décrit le taxon en 1854.

## Identification
Le mâle a une calotte et une nuque bleue clair, le front jaune. Les joues, le dos et les ailes sont noirâtres à reflets violets. La gorge est jaune contrairement au mâle de l'Organiste louis d'or qui a la gorge de la même couleur que les joues. La poitrine et le ventre sont jaunes moins orangé que chez l'Organiste louis d'or.
La femelle est moins contrastée que le  mâle et ressemble beaucoup à la femelle de l'Organiste louis d'or. Elle possède une calotte et une nuque bleues clair, un front jaune mais un dos et des joues verts. La poitrine et le ventre sont d'un jaune tirant vers le vert.
Les deux sexes possèdes un bec assez fort de Fringillidae qui est noir tout comme les pattes.

## Habitat
L'Organiste de Porto Rico vit dans les forêts humides montagneuses ainsi que dans les forêts sèches broussailleuses de basse altitude.

## Comportement
L'Organiste de Porto Rico effectuerait des migrations entre les zones de différentes altitudes.

## Régime alimentaire
L'Organiste de Porto Rico se nourrit principalement de Gui.